# Nelson van der Pol
Nelson van der Pol (25 september 1982) is een Nederlands autocoureur. Hij won het Nederlandse Formule Ford kampioenschap in 2003. Hij rijdt sinds 2004 in de BRL V6. Nelson is eigenaar van Van der Pol Kartracing en Van der Pol Bedrijfskleding en Reclame

## Carrière

### Karting
Op 7-jarige leeftijd krijgt Nelson zijn eerste kart, waarna hij in 1991 voor het eerst in een competitie rijdt. Door goede prestaties in het Nederlands kampioenschap Mini Junioren kreeg hij Kombikart als sponsor. Door deze samenwerking wordt hij in 1992 en 1993 Nederlands kampioen Mini Junioren. In 1994 prolongeerde hij zijn titel niet en werd tweede, wel won hij de Nederlandse Super Cup in de klasse Mini Junioren. Hierna ging hij naar een hogere klasse de Junioren Nationaal 100cc. Hij reed hier met een Rotax aangedreven Technokart. Hierdoor werd hij in 1995 Nederlands kampioen in deze klasse. Door deze successen werd hij in 1996 opgenomen in het fabrieksteam van Tony Kart. Mede door de hoge kwaliteit van zijn materiaal won hij de Monaco Kart Cup en werd hij Europees kampioen in de klasse Junior Cadet. In 1997 bleef hij voor Tony Kart rijden maar nu in het Europees ICA Junior kampioenschap. Ook dit wist hij te winnen. Het jaar erna ging hij naar de Formule A, dit werd een leerjaar voor Nelson. Hij deed mee aan de Europese- en Wereldkampioenschappen. Hij won twee voorrondes maar crashte tijdens de race waardoor hij niet werd geklasseerd. In 1999 racete hij weer in de Formule A. Hij won tijdens het wereldkampioenschap in het Belgische Mariënbourg 5 van de 7 races. Hierdoor mocht hij in de halve finale van pole-position starten. Hij won de halve finale met overmacht door van start tot finish te leiden. Op advies van de teambaas werd een tandwiel uit de motor vervangen, om risico's uit te sluiten. Dit pakte verkeerd uit en de kart van Nelson verloor hierdoor topsnelheid. Hierdoor werd hij derde. In het Europees kampioenschap werd hij vierde. In 2000 ging hij met Tony Kart naar de Formule Super A, een klasse waarin ook Formule 1 coureur Heikki Kovalainen uitkwam. Tijdens de finale van het wereldkampioenschap lag Nelson lange tijd op de tweede plek maar omdat zijn remmen kapotgingen viel hij terug naar de vierde plek, waarna hij in de laatste ronde van de baan werd gereden. Ook racete hij in de South Garda Winter Cup, hij won dit kampioenschap. Ook testte hij in de Formule Ford in 2000. Hierna ging hij naar de formuleracerij. In 2004 en 2007 maakte hij een kortstondige comeback in de kartwereld. In 2004 reed hij in de World Cup ICC, met het PDC Racing Team werd hij zeventiende. In 2007 werd hij tweede in het Belgisch kampioenschap Rotax Max. Ook reed hij de Grand Finals in Dubai, hier werd hij elfde.

### Formuleracing
In 2000 een afspraak gemaakt met een Nederlands team in de Nederlandse Formule Ford, als hij de test succesvol zou afsluiten gingen ze met hem in zee. Na de test bleek dat het team al een andere coureur onder contract had. Daarom besloot Nelson om in 2001 in de Duitse Formule Renault 2.0 te gaan racen bij het Nederlandse team KUG-DeWalt Racing. Dit werd geen succes, hij racete 8 races maar haalde geen podiumplek, uiteindelijk werd hij zeventiende. Ook in 2002 racete hij maar een aantal races in de Formule Renault door een conflict met het AR racing team, hij werd slechts vijfendertigste van de negenendertig. Christian Klien won het kampioenschap. Hierna nam hij een stapje terug en ging alsnog naar de Nederlandse Formule Ford, hij racete bij Geva Racing met een Mygale SJ03. Hij reed in het 1800cc en in het Zetec kampioenschap. Hij won in het Zetec kampioenschap en werd tweede in het 1800cc kampioenschap. Ook reed hij het Formule Ford Festival, hier werd hij dertiende. Het jaar erna racete hij nog twee races in de Formule Ford, één ervan wist hij te winnen en hij eindigde beide keren op het podium. Maar wegens gebrek aan budget kon hij het seizoen niet afmaken. Aan het einde van het seizoen ging hij testen bij Van Amersfoort Racing om in de ATS Formel 3 te gaan rijden. De test ging goed maar door het te kleine budget konden ze een heel seizoen Formule 3 niet financieren.

### Tourwagens
Na zijn formule avontuur ging hij zich richten op de tourwagens. Hij ging racen in de BRL V6. In 2004 racete hij drie races in de BRL V6, hierbij eindigde hij eenmaal op het podium. In 2005 racete hij een volledig seizoen BRL V6 en werd hij zesde waar Jeroen Bleekemolen de titel pakte. Van der Pol belandde één keer op het podium. Ook in 2007 racete Nelson in de BRL V6, nu bij Teunissen Racing. Hij haalde vier podiumplaatsen en eindigde als vijfde in het kampioenschap, voor Christiaan Frankenhout die zesde werd. In 2008 rijdt Nelson met zijn Ford Mondeo BRL V6 bij SRE Team.